# Золотий м'яч 1981
«Золотий м'яч 1981»

29 грудня 1981
Найкращий футболіст Європи: 
 Карл-Гайнц Румменігге
 (вдруге)

← 1980 * Золотий м'яч * 1982 →
Золотий м'яч 1981 року — 26-те щорічне вручення нагороди найкращому футболісту Європи, за підсумками опитування від журналу «Франс Футбол».

## Процедура голосування
Участь у голосуванні за визначення найкращого футболіста в Європі взяли представники 26 футбольних асоціацій УЄФА, зокрема: Австрії, Англії, Бельгії, Болгарії, Греції, Данії, Ірландії, Іспанії, Італії, Люксембурга, Нідерландів, НДР, Польщі, Португалії, Румунії, СРСР, Туреччини, Угорщини, Фінляндії, Франції, ФРН, Чехословаччини, Швейцарії, Швеції, Шотландії та Югославії. Вчетверте поспіль серед респондентів не було представника Норвегії.
Кожен із членів журі обирав п'ятьох футболістів, які, на його думку, є найкращими гравцями Європи. За перше місце нараховували 5 очок, за друге — чотири, за третє — три, за четверте — два, за п'яте — одне очко. Переможець максимально міг отримати 130 очок.
Результати голосування були опубліковані 29 грудня 1981 року в журналі France Football (№ 1864).

## Підсумки голосування
Вдруге поспіль переможцем опитування став 26-річний німецький нападник клубу «Баварія» Карл-Гайнц Румменігге.
Румменігге випередив своїх співвітчизників Пауля Брайтнера та Бернда Шустера. Таким чином вдруге в історії вручення нагороди «Золотий м'яч» перші три місця посіли представники однієї країни (вперше у 1972 році також представники ФРН).
Карл-Гайнц Румменігге приєднався до когорти футболістів, які вигравали «Золотий м'яч» щонайменше двічі: Альфредо Ді Стефано (1957, 1959), Йогана Кройфа (1971, 1973, 1974), Франца Бекенбауера (1972, 1976) та Кевіна Кігана (1978, 1979). Він також став третім футболістом (після Кройфа та Кігана), який вигравав цей трофей двічі поспіль.
П'яте місце посів нападник київського «Динамо» Олег Блохін, це його найвищий показник після перемоги у 1975 році. Сьоме, восьме та одинадцяте місця посіли футболісти клубу «Динамо» (Тбілісі) Рамаз Шенгелія, Олександр Чивадзе та Давид Кіпіані, які в тому році стали переможцями Кубка володарів кубків.
| Місце | Гравець               | Клуб               | Країна     | Очки | %      | Місця | Місця | Місця | Місця | Місця | К-ть голосів |
| Місце | Гравець               | Клуб               | Країна     | Очки | %      | 1-ше  | 2-ге  | 3-тє  | 4-те  | 5-те  | К-ть голосів |
| ----- | --------------------- | ------------------ | ---------- | ---- | ------ | ----- | ----- | ----- | ----- | ----- | ------------ |
| 1     | Карл-Гайнц Румменігге | Баварія            | ФРН        | 106  | 81.5 % | 17    | 5     |       |       | 1     | 23           |
| 2     | Пауль Брайтнер        | Баварія            | ФРН        | 64   | 49.2 % | 4     | 7     | 4     | 2     |       | 17           |
| 3     | Бернд Шустер          | Барселона          | ФРН        | 39   | 30 %   | 3     | 5     |       | 2     |       | 10           |
|       |                       |                    |            |      |        |       |       |       |       |       |              |
| 4     | Мішель Платіні        | Сент-Етьєн         | Франція    | 36   | 27.7 % |       | 3     | 4     | 5     | 2     | 14           |
| 5     | Олег Блохін           | Динамо (Київ)      | СРСР       | 14   | 10.8 % |       | 1     |       | 2     | 6     | 9            |
| 6     | Діно Дзофф            | Ювентус            | Італія     | 13   | 10 %   | 1     |       | 2     |       | 2     | 5            |
| 7     | Рамаз Шенгелія        | Динамо (Тбілісі)   | СРСР       | 10   | 7.7 %  |       | 1     | 1     | 1     | 1     | 4            |
| 8     | Олександр Чивадзе     | Динамо (Тбілісі)   | СРСР       | 9    | 6.9 %  |       | 1     | 1     | 1     |       | 3            |
| 9     | Ліам Бреді            | Ювентус            | Ірландія   | 7    | 5.4 %  |       | 1     | 1     |       |       | 2            |
| 9     | Джон Ворк             | Іпсвіч Таун        | Шотландія  | 7    | 5.4 %  |       | 1     | 1     |       |       | 2            |
|       |                       |                    |            |      |        |       |       |       |       |       |              |
| 11    | Давид Кіпіані         | Динамо (Тбілісі)   | СРСР       | 6    | 4.6 %  | 1     |       |       |       | 1     | 2            |
| 11    | Андраш Теречик        | Уйпешт             | Угорщина   | 6    | 4.6 %  |       |       | 2     |       |       | 2            |
| 11    | Збігнев Бонек         | Відзев (Лодзь)     | Польща     | 6    | 4.6 %  |       |       |       | 2     | 2     | 4            |
| 11    | Максим Боссі          | Нант               | Франція    | 6    | 4.6 %  |       |       |       | 2     | 2     | 4            |
| 11    | Бруно Пеццай          | Айнтрахт           | Австрія    | 6    | 4.6 %  |       |       |       | 1     | 4     | 5            |
| 16    | Горст Грубеш          | Гамбург            | ФРН        | 5    | 3.8 %  |       |       | 1     | 1     |       | 2            |
| 16    | Руд Крол              | Наполі             | Нідерланди | 5    | 3.8 %  |       |       | 1     | 1     |       | 2            |
| 16    | Владимир Петрович     | Црвена Звезда      | Югославія  | 5    | 3.8 %  |       |       | 1     | 1     |       | 2            |
| 19    | Златко Вуйович        | Хайдук (Спліт)     | Югославія  | 4    | 3.1 %  |       | 1     |       |       |       | 1            |
| 19    | Тревор Брукінг        | Вест Гем           | Англія     | 4    | 3.1 %  |       |       | 1     |       | 1     | 2            |
| 21    | Джанкарло Антоньйоні  | Фіорентіна         | Італія     | 3    | 2.3 %  |       |       | 1     |       |       | 1            |
| 21    | Ян Кулеманс           | Брюгге             | Бельгія    | 3    | 2.3 %  |       |       | 1     |       |       | 1            |
| 21    | Кенні Далгліш         | Ліверпуль          | Шотландія  | 3    | 2.3 %  |       |       | 1     |       |       | 1            |
| 21    | Браян Робсон          | Манчестер Юнайтед  | Англія     | 3    | 2.3 %  |       |       | 1     |       |       | 1            |
| 21    | Френк Степлтон        | Манчестер Юнайтед  | Ірландія   | 3    | 2.3 %  |       |       | 1     |       |       | 1            |
| 21    | Вілфрід ван Мур       | Беверен            | Бельгія    | 3    | 2.3 %  |       |       | 1     |       |       | 1            |
| 21    | Луїс Арконада         | Реал Сосьєдад      | Іспанія    | 3    | 2.3 %  |       |       |       | 1     | 1     | 2            |
| 28    | Гжегож Лято           | Локерен            | Польща     | 2    | 1.5 %  |       |       |       | 1     |       | 1            |
| 28    | Тібор Нілаші          | Ференцварош        | Угорщина   | 2    | 1.5 %  |       |       |       | 1     |       | 1            |
| 28    | Влодзімеж Смолярек    | Відзев (Лодзь)     | Польща     | 2    | 1.5 %  |       |       |       | 1     |       | 1            |
| 28    | Франс Тейссен         | Іпсвіч Таун        | Нідерланди | 2    | 1.5 %  |       |       |       | 1     |       | 1            |
| 32    | Антоніу Олівейра      | Спортінг (Лісабон) | Португалія | 1    | 0.8 %  |       |       |       |       | 1     | 1            |
| 32    | Улі Штіліке           | Реал Мадрид        | ФРН        | 1    | 0.8 %  |       |       |       |       | 1     | 1            |
| 32    | Хесус Марія Самора    | Реал Сосьєдад      | Іспанія    | 1    | 0.8 %  |       |       |       |       | 1     | 1            |

## Цікаві факти
- Розподіл по амплуа серед 34 футболістів згаданих в анкетах наступний: 2 воротарі, 6 захисників, 14 півзахисників та 12 нападників.[2]
- Представник ФРН вп'яте виграв трофей «Золотий м'яч». Німці за цим показником вийшли в лідери, у  — Англії було 4 нагороди, по три нагороди мали Іспанія та Нідерланди.
- «Баварія» зміцнила лідерство за кількістю «Золотих м'ячів» — 5 нагород. У найближчих переслідувачів «Манчестер Юнайтед», «Реал» (Мадрид) та «Барселони» — по 3 нагороди.
- 34 гравці згадані в анкетах представляли 15 країн, з них найбільше було від ФРН — 5, СРСР — 4, Польщі — 3, ще із 10 країн — по 2 гравці.
- Представники ФРН 25 років поспіль були серед номінантів на нагороду, другий найкращий показник був у італійців — 22 поспіль попадання у заліки опитувань. Усього за 26 років вручення нагороди футболісти ФРН та Італії згадувалися в анкетах хоча б одного разу у 25-ти опитуваннях, гравці Англії згадувалися в анкетах у 24-х опитуваннях, Іспанії — у 23-х, Франції — у 22-х, СРСР — у 20-ти, Швеції, Угорщини, Югославії та Шотландії — у 18-ти, Нідерландів — у 17-ти опитуваннях.
- Німецькі футболісти найчастіше попадали в загальний залік опитувань — 94 рази, італійські — 77, англійські — 74, угорські — 47, іспанські — 45, радянські — 44, нідерландські — 43, французькі — 41 раз.
- Увосьме лауреатом трофею став представник німецької першості, яка зміцнила лідерство за цим показником. У іспанської першості було 6 трофеїв, в англійської — 4.
- Всього в анкетах були згадані гравці із 26 клубів, серед них найбільше було представників тбіліського «Динамо» — 3, «Баварії», «Іпсвіч Таун», «Манчестер Юнайтед», «Ювентуса», «Відзев» (Лодзь) та сосьєдадського «Реала» — по 2, ще із 19 клубів — по 1 гравцю.
- Всього за 26 років в анкетах були згадані 329 футболістів із 146 клубів. Футболісти мадридського «Реала» були згадані в опитуваннях хоча б одного разу у 20-ти випадках, «Ювентуса» — у 17-ти, «Інтернаціонале», «Манчестер Юнайтед» та «Баварії» — у 16-ти, «Барселони» та «Мілана» — у 14-ти, «Бенфіки» та празької «Дукли» — у 13-ти, «Тоттенгем Готспур», «Гамбурга», «Уйпешта» та «Аякса» — у 12-ти.
- Вперше в опитуваннях були згадані гравці 3 клубів, зокрема: «Локерена», «Іпсвіч Таун» та лісабонського «Спортінга».
- Загалом 329 футболістів представляли 27 країн. Лідером за кількістю футболістів згаданих в анкетах за історію вручення нагороди була Англія — 31 гравець. До десятки найкращих входили також ФРН — 29, Італія — 28, Франція — 23, СРСР — 20, Нідерланди та Іспанія — по 19, Югославія — 18, а також Угорщина та Чехословаччина — по 17 гравців.
- Цікаво, що останньою країною чий гравець потрапив до списків «Франс Футбол» була Греція у 1969 році. Відтоді протягом 12 років серед претендентів на нагороду не було представників з інших країн Європи, окрім 27-ми згаданих раніше.
- Рекордсменами за кількістю попадань у заліки опитувань залишалися Франц Бекенбауер та Йоган Кройф — в обох по 12 номінацій, у Еусебіу було 11 номінацій, у Льва Яшина, Джанні Рівери та Герда Мюллера — по 10, Боббі Чарлтона та Сандро Маццоли — по 9 номінацій.
- Мішель Платіні вп'яте потрапив у чільну п'ятірку. Лідером за кількістю потраплянь у п'ятірку найкращих залишався Франц Бекенбауер — 10 разів, у найближчого переслідувача Йогана Кройфа було 7 потраплянь, 6 — у Еусебіу.
- Бернд Шустер вдруге потрапив у трійку найкращих, у 1980 році у нього було друге місце.